# Valdosta (Georgia)
Valdosta település az Amerikai Egyesült Államok Georgia államában, Lowndes megyében, melynek megyeszékhelye is. Lakosainak száma 55 378 fő (2020. április 1.).

## Népesség
A település népességének változása:

| 2010 | 54 518 |
| 2020 | 55 378 |